# 13번째 아이
《13번째 아이》(영어: 13th Child 혹은 영어: The 13th Child: Legend of the Jersey Devil)는 미국에서 제작된 토머스 애슐리, 스티븐 스토키지 감독의 2002년 공포 비디오 영화이다. 클리프 로버트슨이 공동 각본을 쓰고 주인공으로 출연하였고, 마이클 티머시 머피 등이 제작에 참여하였다.

## 출연
- 클리프 로버트슨
- 레슬리앤 다운
- 크리스토퍼 앳킨스
- 로버트 기욤
- 존 웨슬리
- 피터 제이슨

## 기타 제작진
- 라인 제작: 켄 골든
- 미술: 브리짓 올턴하우스
- 세트: 어맨다 캐럴
- 의상: 엘리자베스 구드럼